# Petronia amnis
Petronia amnis war ein im antiken Rom in den Tiber strömender Wildbach. Er entsprang einer Cati fons genannten Quelle:
„Die „Catusquelle“ (Cati fons), aus der das Petronia-Wasser (aqua Petronia) in den Tiber fließt, wird so genannt, weil sie sich im Feld des Catus befunden habe.“
Der Cati fons war eine Quelle an der Westflanke des Quirinal und nahe der alten porta Salutaris (vielleicht identisch mit der heutigen Acqua di S. Felice, die im Hof des Quirinalspalastes in der Via della Panetteria entspringt). Die Petronia amnis floss von dort aus wahrscheinlich in Südwestrichtung durch die heutige Piazza Venezia und dann westwärts zum Ostende der porticus Pompeiana. Von hier an ist ihr weiterer Verlauf unsicher. Vermutlich floss sie durch den palus Caprae des Marsfeldes und mündete nahe der Navalia in den Tiber. Aber auch eine Vereinigung mit der aqua Sallustiana (die manchmal mit der Petronia amnis gleichgesetzt wurde) ist denkbar.
Sextus Pompeius Festus stellt im 2. Jh. n. Chr. die große Bedeutung dieses Flusses für die Auspicien heraus:
„Der Petronia-Fluss (Petronia amnis), der sich in den Tiber ergießt, ist der, den die Magistrate zur Durchführung der Auspizien überschritten, wenn sie im Feld das machen wollten, was ‚Auspicien bei einem Flussübergang’ genannt wurde.“
Der Ursprung des Namens ist nicht bekannt. Das im klassischen Latein nicht mehr übliche Genus Femininum von amnis legt nahe, dass er in relativ früher Zeit entstand.